# Антонов, Илья Семёнович
Илья́ Семёнович Анто́нов (1913—1981) — советский офицер, участник Великой Отечественной войны, командир 1-го стрелкового батальона 212-го гвардейского стрелкового полка 75-й гвардейской стрелковой дивизии 30-го стрелкового корпуса 60-й армии Центрального фронта, гвардии капитан, Герой Советского Союза (1943) , позднее — гвардии подполковник.

## Биография
Родился 15 декабря 1913 года в деревне Литиж (ныне — Комаричского района Брянской области) в бедной сельской семье. Окончил пять классов Литижской неполной средней школы. С пятнадцати лет работал по найму в селе, в 1930 году ушёл на Щербиновский рудник Архивная копия от 12 июня 2011 на Wayback Machine (ныне г. Торецк Донецкой области, Украина) и поступил на шахту им. Дзержинского Архивная копия от 24 августа 2021 на Wayback Machine коногоном. Работал забойщиком, машинистом врубовой машины, десятником.
В 1935 году призван в Красную Армию для прохождения срочной службы и направлен во 2-й Краснознаменный мотострелковый полк войск НКВД (Хабаровск). Окончил годичную школу младшего комсостава, служил на должностях помощника командира взвода, старшины роты. Окончил курсы младших лейтенантов и был назначен командиром взвода.

## В годы Великой Отечественной войны
В начале 1942 года часть бойцов 2-го Краснознамеёного мотострелкового полка войск НКВД передают в действующую армию в состав 4-го Краснознамённого мотострелкового полка 13-й мотострелковой дивизии внутренних войск НКВД.
В их составе лейтенант Антонов в феврале 1942 года прибывает в Воронеж и назначается заместителем командира 7-й роты. Боевое крещение принял в конце марта 1942 года при наступлении на опорный пункт врага на западном берегу реки Большая Бабка, был ранен.
Ввиду значительных потерь 13-я мотострелковая дивизия внутренних войск НКВД была выведена в Тесницкие лагеря (25 км севернее Тулы) для переформирования. 15 июня 1942 года по приказу Ставки ВГК вошла в состав Красной Армии, получила наименование 95-й стрелковой дивизии и в августе 1942 года была переброшена на оборону Сталинграда.
И. С. Антонов участвовал в кровопролитной обороне Мамаева кургана, командуя 7-й ротой. После одного из боёв в строю оставалось шесть бойцов и командир роты.
В декабре 1942 года Антонову присвоили звание старшего лейтенанта, и он был назначен командиром 1-го батальона 90-го стрелкового полка. Вел бои в Сталинграде в районе заводов «Красный Октябрь», «Баррикады», Тракторный вплоть до разгрома немецкой группировки 2 февраля 1943 года. За оборону Сталинграда 95-й стрелковой дивизии было присвоено звание гвардейской, 1 марта 1943 она была преобразована в 75-ю гвардейскую дивизию. И. С. Антонов награждён орденом Красного знамени.
Командир полка подполковник Борисов М. С. в наградном листе написал
:

В боях за г. Сталинград с 19 сентября 1842 года по настоящее время беспрерывно. Батальон, которым командует т. Антонов является ведущим в полку. В боях в районе «Мамаев курган» батальон тов. Антонова отразил 14 контратак численно превосходящих сил противника. В районе завода «Баррикады» штурмовыми группами его батальона захвачено 5 бронеколпаков, 6 дзотов, 9 блиндажей, 16 окопов и др.
За период наступления с 17 по 24 января штурмовые группы под руководством т. Антонова очистили от противника 4 улицы, при этом захватили 15 блиндажей, 7 дзотов, 23 окопа с ходами сообщения и уничтожили 197 солдат и офицеров противника.

18.1. 43 г. непосредственно руководя штурмовой группой в количестве 3-х человек лично забросал гранатами железнодорожный тоннель, первым ворвался в него и в рукопашной схватке уничтожил 4-х солдат и одного офицера противника. Удержал тоннель до подхода подкрепления, после чего дополнительно развил успех и продвинувшись вперед, захватил 2 улицы во взаимодействии с остальными тремя штурмовыми группами, которые находились под его руководством.
За оборону Сталинграда 95-й стрелковой дивизии, было присвоено наименование 75-й гвардейской, 90-й стрелковый полк стал 212-м гвардейским стрелковым полком.
В составе 212-го гвардейского стрелкового полка И. С. Антонов участвует в Орлово-Курской битве в районе Поныри-Ольховатка, сначала отражая немецкое наступление, а затем участвуя в разгроме и преследовании противника. За боевые действия на Курской дуге, образцовое выполнение боевых заданий и проявленные при этом мужество и героизм гв. капитан Антонов И. С. награждён орденом Отечественной войны 1-й степени. В наградном листе, подписанном командиром 212-го св. стрелкового полка гв. подполковником Борисовым М. С., сказано:

Командовал 1-м стр. батальоном, в боях против немецко-фашистских оккупантов его батальон в каждом бою самоотверженно выполнял все боевые приказы.
6.7.43 года батальон успешно провел наступательный бой, отразил 7 ожесточенных контратак превосходящих сил противника с танками. В бою были подбиты 12 средних танков, 2 самоходных орудия, 12 пулеметов, истребив при этом более 600 солдат и офицеров противника.

В оборонительных боях с 7 по 12 июля 1943 г. его батальон сдержал все попытки противника прорвать линию обороны и нанес противнику серьёзный урон в живой силе, истребив до 900 солдат и офицеров.
Осенью 1943 года 75-я гвардейская стрелковая дивизия в составе 30-го стрелкового корпуса 60-й армии форсирует реку Десна и выходит на восточный берег Днепра. Под командованием капитана Антонова 1-й батальон 212-го стрелкового полка 23 сентября сходу форсирует реку Днепр в районе сел Глебовка и Ясногородка (Вышгородский район Киевской области), в 35 км севернее города Киев. На протяжении 23-25 сентября ведет тяжелые бои и удерживает плацдарм до подхода основных сил дивизии.
Командир полка полковник Борисов М. С. так характеризовал И. С. Антонова:

Тов. Антонов смелый, отважный командир, умеет хорошо организовать выполнение боевой задачи. На подступах к р. Десна у д. Семиполки умело провел бой с противником, чем прикрыл выход полка к реке.
В ночь на 23.9.43 г. форсировал первым реку Днепр с помощью подручных средств и без потерь. В ночь на 24.9.43 г. при переправе через старое русло Днепра у дер. Ясногородка вброд, на берегу встретив противника и не успев одеться личный состав батальона принял рукопашный бой. Сломив ожесточенное сопротивление противника, продвинулся вперед и закрепился на занятых рубежах.
В течение 24-25.9.43 г. мужественно сражался у дер. Ясногородка на правом берегу Днепра, батальон отразил 6 контратак, уничтожив при этом до 500 немецких солдат и офицеров.
Указом Президиума Верховного Совета СССР от 17 октября 1943 года за успешное форсировании реки Днепр севернее Киева, прочное закрепление плацдарма на западном берегу реки Днепр и проявленные при этом мужество и геройство гвардии капитану Антонову Илье Семеновичу присвоено звание Героя Советского Союза с вручением ордена Ленина и медали «Золотая Звезда».
Вместе со своим батальоном капитан Антонов участвует в освобождении Украины, затем Белоруссии, в освобождении Риги и прорыве обороны противника на реке Висла, разгроме варшавской группировки немецких войск, форсировании реки Одер и захвате плацдарма на его западном берегу. В январе 1944 года комбат И. С. Антонов был тяжело ранен и контужен. Шесть месяцев он находился на лечении, а по возвращении в боевой строй был назначен на должность начальника резерва офицерского состава 65-й армии
.

## В послевоенные годы
После войны продолжал службу в Советской Армии. В 1947 году Илья Семенович окончил Ленинградскую высшую офицерскую бронетанковую школу, несколько лет командовал отдельным мотострелковым батальоном в составе Северной группы советских войск за границей и в Белорусском военном округе.
С 1954 года майор Антонов И. С. служил военным комендантом Печенегского гарнизона Северного военного округа в Мурманской области.
С 1962 года подполковник Антонов И. С. в запасе. Жил в г. Гродно, Белоруссия. Умер 3 февраля 1981 года.

## Награды
- медаль «Золотая Звезда» № 1545 Героя Советского Союза (17 октября 1943)
- орден Ленина
- два ордена Красного Знамени
- орден Отечественной войны I степени
- орден Отечественной войны II степени
- орден Красной Звезды
- медали